# Баніно
Баніно (пол. Banino, нім. Banin) — село в Польщі, у гміні Жуково Картузького повіту Поморського воєводства.
Населення — 3209 осіб (2011).
У 1975-1998 роках село належало до Гданського воєводства.

## Демографія
Демографічна структура станом на 31 березня 2011 року:
|          | Загалом | Допрацездатний вік | Працездатний вік | Постпрацездатний вік |
| -------- | ------- | ------------------ | ---------------- | -------------------- |
| Чоловіки | 1594    | 485                | 1035             | 74                   |
| Жінки    | 1615    | 449                | 999              | 167                  |
| Разом    | 3209    | 934                | 2034             | 241                  |